# Gnaphalopoda montrouzieri
Gnaphalopoda montrouzieri är en skalbaggsart som beskrevs av Renaud Maurice Adrien Paulian 1991. Gnaphalopoda montrouzieri ingår i släktet Gnaphalopoda och familjen Melolonthidae. Inga underarter finns listade i Catalogue of Life.